# مارلوس اولدنبورخ
مارلوس اولدنبورخ (هلندی: Marloes Oldenburg؛ زادهٔ ۹ مارس ۱۹۸۸) قایقران روئینگ زن اهل هلند است.
وی در مسابقات کشوری و بین‌المللی در مجموع برندهٔ ۲ مدال طلا، ۴ مدال نقره، ۴ مدال برنز شده است.